# Přemysl I. (Troppau)
Přemysl I. von Troppau (auch: Primislaus von Troppau; Premko von Troppau; Přemko von Troppau, tschechisch: Přemysl I. Opavský; auch Přemek Opavský; * um 1365; † 28. September 1433) war von 1367 bis 1433 Herzog von Troppau und ab 1394 Herzog von Leobschütz. Er entstammte dem Troppauer Zweig der böhmischen Přemysliden.

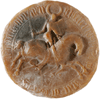
Siegel

## Leben
Seine Eltern waren Nikolaus II. von Troppau und dessen dritte Frau Jutta († um 1365), Tochter des Herzogs Boleslaw II. von Falkenberg. Nachdem der Vater kurz nach der Geburt Přemysls gestorben war, stand dieser zunächst mit seinem Bruder Wenzel I. unter der Vormundschaft des ältesten (Stief)-Bruders Johann I., der das Herzogtum Ratibor als Alleinerbe erhalten hatte.
Nach Erbstreitigkeiten kam es 1367 zu einer Aufteilung des Herzogtums Troppau auf die vier Brüder. 1377 erfolgte eine neue Aufteilung, wobei Johann I. weiterhin das Herzogtum Ratibor behielt und aus dem Herzogtum Troppau die Gebiete von Jägerndorf und Freudenthal bekam. Für Nikolaus III. wurde das Herzogtum Leobschütz ausgegliedert, während das so verkleinerte Herzogtum Troppau die Brüder Přemysl und Wenzel erhielten. Nach dem Tod Wenzels 1381 erbte Přemysl dessen Anteil. Nach dem Tod des letztverstorbenen Nikolaus III., der Leobschütz, Zuckmantel, Hultschin und Kranstädt an Oels verpfändet hatte, gelang es Přemysl I., Leobschütz wieder einlösen.
Wegen finanzieller Schwierigkeiten musste Přemysl die benachbarte Herrschaft Grätz dem Wok Lacek von Krawarn verpfänden, erwarb sie jedoch 1394 wieder zurück. Im selben Jahr stiftete er die Hl.-Kreuz-Kapelle in Katharein (Kateřinky).
Während der Zeit der mährischen Wirren unterhielt Přemysl enge Beziehungen zu Jobst von Mähren, dessen Mutter dem Troppauer Herzogshaus entstammte. Da Přemysl politisch auf Seiten des Königs Wenzel IV. stand, trat er 1402 auf der Breslauer Zusammenkunft dem Schlesischen Bund bei. Spätestens seit 1413 war er ein führendes Mitglied der Rüdenbandgesellschaft. Nach Wenzels Tod gehörte Přemysl zu den Anhängern des Kaisers Sigismund, den er in den Hussitenkriegen auch militärisch unterstützte. Wohl deshalb verwüstete ein Hussitenheer im Februar 1428 das Fürstentum Troppau. Das Leobschützer Land konnte Přemysl ältester Sohn Wenzel II. durch einen Vertrag vor dem vollkommenen Untergang bewahren. Im März 1428 stellte sich Přemysl mit einem Heer zusammen mit Ruprecht II. von Liegnitz und dem Breslauer Bischof bei Neisse den Hussiten erfolglos entgegen. Ihr Heer wurde von den Hussiten überrannt, die Einnahme von Neisse konnte jedoch durch Puta d. J. von Častolowitz verhindert werden. Im Dezember 1428 beteiligte sich Přemysl Sohn Wenzel II. an der Schlacht bei Altwilmsdorf, in der jedoch wiederum die Hussiten siegreich waren. Im März 1430 konnte Přemysl sein Troppauer Land durch einen Vertrag vor einer weiteren Zerstörung durch die Hussiten retten, die allerdings stattdessen Ratibor und Cosel verwüsteten. 1431 zerstörte ein Feuer den Großteil der Stadt Troppau.
Kurz vor seinem Tod verfasste Přemysl ein Testament, mit dem er bestimmte, dass die jüngeren drei Söhne aus seiner zweiten und dritten Ehe unter die Vormundschaft des ältesten Sohnes Wenzel II. zu stellen seien. Der ebenfalls geäußerte Wunsch, wonach das Herzogtum nicht mehr weiter geteilt werden sollte, wurde von seinen Nachkommen nicht eingehalten.

## Familie
Um 1395 heiratete Přemysl Anna von Lutz († 1405). Dieser Ehe entstammten die Kinder
- Wenzel II. († 1446), ⚭ um 1420 Elisabeth von Krawarn, Herzog von Leobschütz
- Nikolaus IV. († 1437), Herzog von Troppau, Herr auf Zuckmantel
- Agnes († um 1440), ⚭ 1. Johann von Krawarn, ⚭ 2. Georg von Sternberg

Nach Annas Tod vermählte sich Přemysl mit Katharina († 23. Mai 1422) von Münsterberg, einer Schwester des letzten Münsterberger Piasten Johann I. Dieser Ehe entstammten die Kinder:
- Wilhelm von Troppau († 1452), Herzog von Troppau und Münsterberg
- Ernst von Troppau († 1464), Herzog von Troppau und Münsterberg
- Jutta († 1445), ⚭ um 1435 Graf Georg II. von Bosing († 1467)

In dritter Ehe heiratete Přemysl um 1425 Helena († 1435) von Bosnien. Sie gebar die Kinder:
- Přemysl/Primislaus II. († 1478), Kanoniker in Breslau
- Katharina († 1475), ⚭ Johann von Cimburg und
- Hedwig († um 1500), Äbtissin des Klosters Trebnitz